# 大果马蹄荷
大果马蹄荷（学名：Exbucklandia tonkinensis）为金缕梅科马蹄荷属下的一个种。种加名 tonkinensis 意为越南“东京的”。